# Ghlila
La ghlila est une veste traditionnelle algérienne, portée notamment par les femmes citadines durant la période ottomane. Elle est l’ancêtre du karakou.

## Étymologie
Ghlila est le diminutif algérois du mot arabe ghalila ou ghilala.
Le mot ghilala semble désigner de fins sous-vêtements dans l'Arabie ancienne. À l'époque abbasside, ce terme est attribué à une robe de « lingerie » féminine très légère et transparente. En Al-Andalus, il aurait été appliqué à une forme de blouse fine, portée par-dessus la chemise. Quant au nom de ghalila, il correspond à un bouton avec lequel on ferme une cuirasse ou à un clou qui rapproche les deux bouts d'un collier.
Golilla désigne également en castillan, une sorte de manteau court ou une forme de collet particulière.

## Description

La ghlila immortalisée dans Femmes d'Alger dans leur appartement, Eugène Delacroix.

La ghlila désigne une longue veste d'origine orientale, déjà connue au XVe siècle et qui a été influencé par l'apport berbero-andalous. C'est une veste trapézoïdale de velours ou de brocart à la profonde encolure ovale rehaussée de boutons décoratifs, qui descendait à mi-jambe.
À l'instar du caftan, elle est taillée dans des étoffes de soie enrichies de broderies, de galons de passementerie et d'une paire de pièces décoratives triangulaires enrobées de fil d'or qui s’appliquent à hauteur de la poitrine. Elle était parfois prolongée par des manchettes couvrant l'avant-bras ; l'encolure quant à elle, était très ouverte, deux gros boutons de passementerie or ou argent la tenait serrée au bas du décolleté.
La ghlila de Constantine avait de longues manches, contrairement à celle d'Alger qui n'en avait pas. La ghlila était aussi porté par les hommes, celle-ci était beaucoup moins décolletée que chez la femme. La ghlila masculine se nommait ghlila djabadooli chez les Turcs ; celle des Maures était beaucoup plus longue et à manche courte. Le djabadooli, est nommé qât par les Tlemcéniennes, il est aujourd'hui réservé à la mariée.

## Histoire

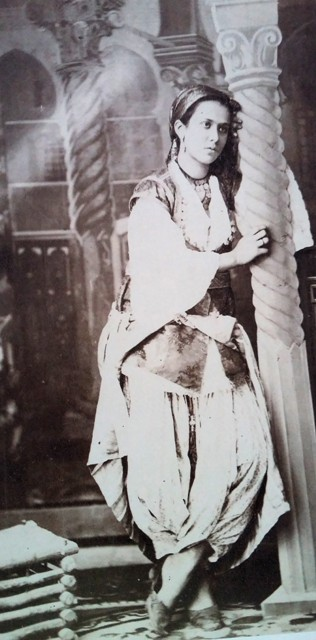
Ghlila en brocart.

Dès le XVIe siècle, les citadines algériennes, modifient leur costume ouvert devant et s'inspirent du modèle morisque et levantin. Entre le XIVe et XVIe siècles, Alger qui est une ville en pleine croissance, accueille de nombreux exilés andalous. L'élite algéroise introduit dans sa garde-robe des soutanes munies de petits boutons. Le royaume d'Alger se place sous la tutelle de l'Empire ottoman, mais sans transfert de populations turques, ce qui explique pourquoi ce rattachement ne provoque pas la transformation des codes de l'apparence en vigueur à Alger. 
L'afflux massif de Morisques, juifs et de migrants chrétiens de méditerranée occidentale dès le XVIe siècle, mène à l'hybridation progressive du paysage vestimentaire algérois. Les habitantes développent des formes vernaculaires de vestes et de caftans, assujettis à des fonctions signifiantes et pratiques. Ainsi, jusqu'au XIXe siècle, la tenue féminine restera imprégnée de mode levantine, dans laquelle les apports berbères et maures finiront par se fondre. Les femmes turques ou kouloughlis portaient la dorrâa venue d'Espagne, tandis que les Mauresques se vêtaient de la ghlila.
D'abord réservée aux Algéroises les plus aisées, les femmes des couches moyennes accèdent à la ghlila, entre le XVIe et XVIIe siècles. Elle se décline en deux versions  : celle « modeste », issue du modèle local du XVe siècle et celle « distinguée » plus proche du modèle turc. Puis, elle se raccourcit au XVIIe siècle sous l'influence probable des réfugiés morisques. Commode et accessible, elle devient indispensable. Malgré l'apparition sur l'une d'entre elles d'un décolleté, les deux variantes se dénomment indistinctement ghlila. 
Renaudot, dans la première partie du XIXe siècle, décrit ainsi la ghlila que les Algériennes endossent pour se rendre en visite: « Ce sont des mantelets qui descendent jusqu'au milieu des jambes et sont garnis près du sein d'une grande quantité de petits boutons dorés qui les assujettissent en cet endroit. Ils sont aussi assujettis sur les reins par une large ceinture brodée et frangée qui se noue du côté gauche. L'étoffe de ces mantelets est ordinairement très riche. Les manches sont courtes et recouvertes par celles de la chemise jusque sur les épaules, ce qui laisse les bras nus. ».

### Déclinaisons
Les Algéroises les plus aisées choisissent d'allonger la ghlila non décolletée jusqu'aux chevilles, ce qui devient le caftan d'Alger. La ghlila décolletée à la levantine se cantonne dès lors au rôle de vêtement quotidien, tandis que le caftan s'impose comme un costume de cérémonie. Au début du XIXe siècle, deux autres dérivées vont s'introduire dans le paysage vestimentaire féminin : la frimla et la ghlila dite djabadouli, semblable à la ghlila, mais munie de manches longues fixes, portée en hiver ou en mi-saison, alors que la frimla est un minuscule gilet au décolleté profond qui soutient la poitrine. 
Après la conquête française, le paysage vestimentaire est bouleversé par la raréfaction des pièces brodées au fil de soie. La ghlila et la ghlila djabadouli, deviennent désormais réservées aux costumes de cérémonie. Puis, un nouveau modèle apparaît : le karakou, qui remplace la ghlila djabadouli. La différence entre les deux costumes est que le karakou est cintré à la taille, tandis que la ghlila possède un décolleté.
De nombreux exemplaires sont conservés au musée national des antiquités et des arts islamiques, au musée national du Bardo et également au musée d'Art et d'Histoire du judaïsme de Paris.

## Galerie d'images

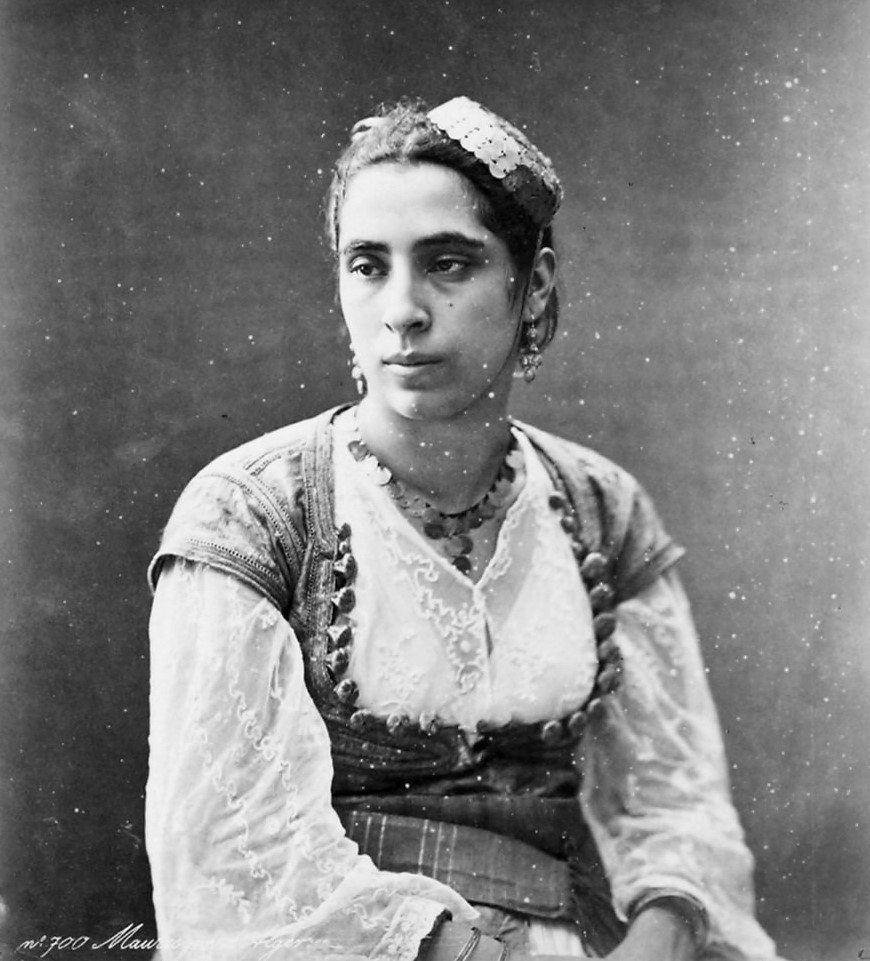
Ghlila avec son décolleté visible.
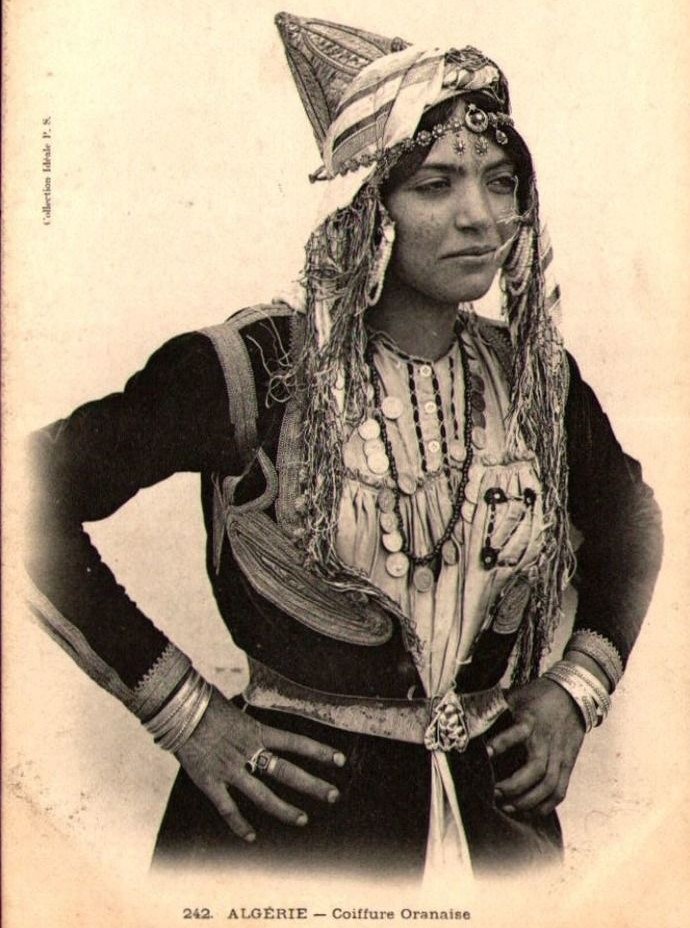
Femme oranaise en ghlila djabadouli.
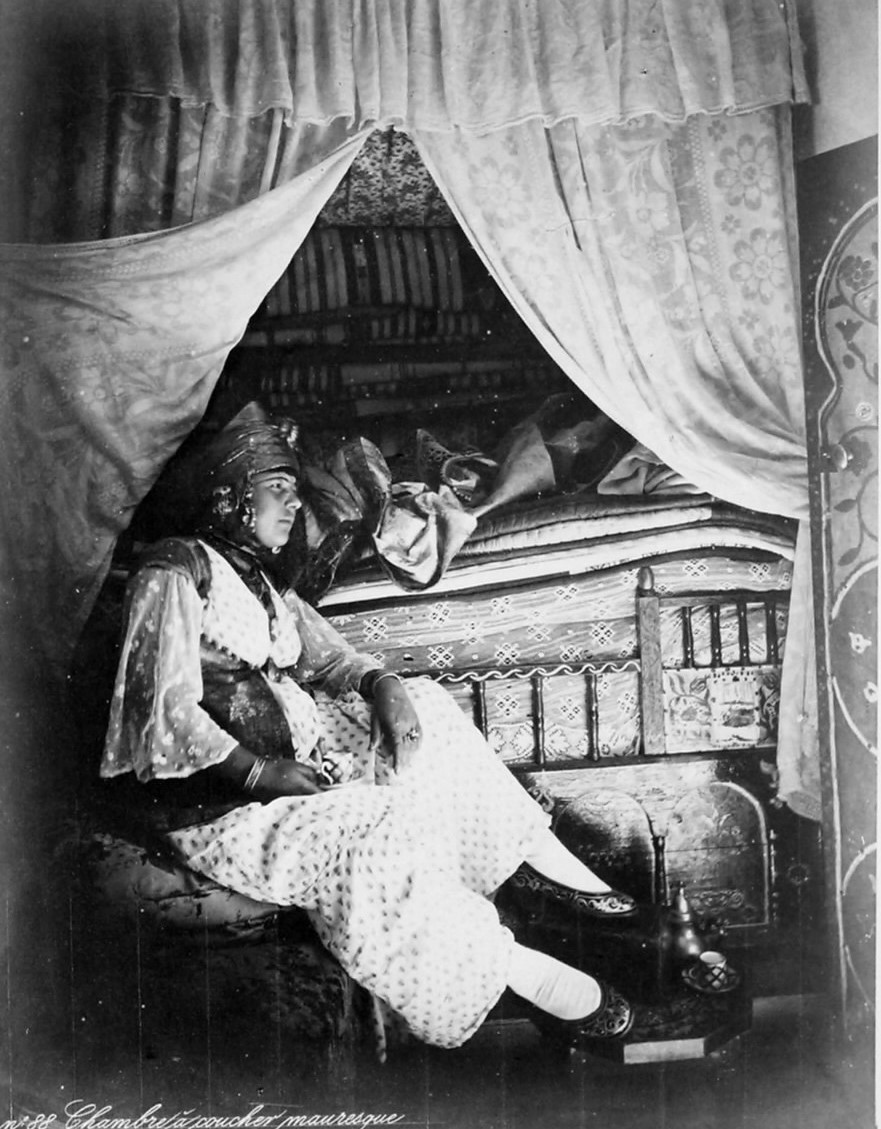
Modèle sur une robe abaya (l'ancêtre de la blousa)
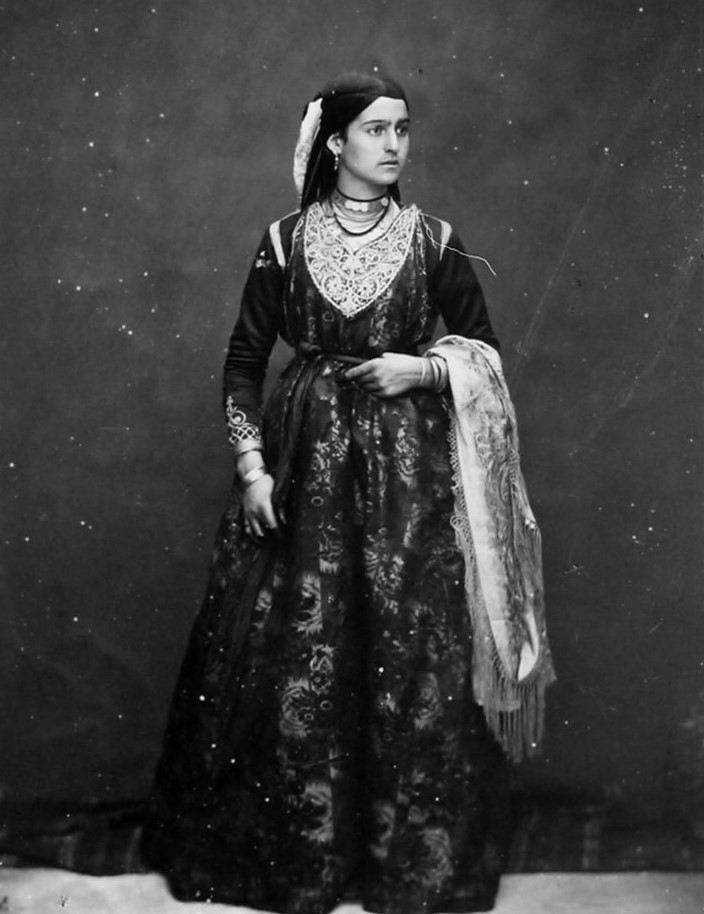
ghlila djabadouli sous la djebba
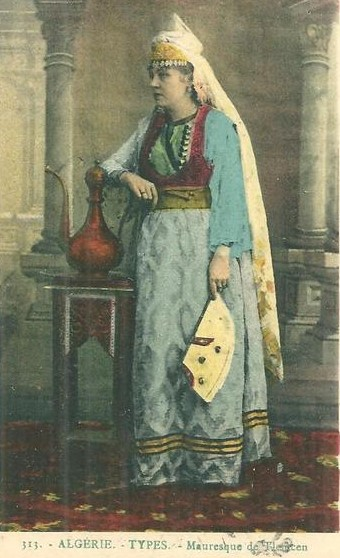
La frimla sur la abaya
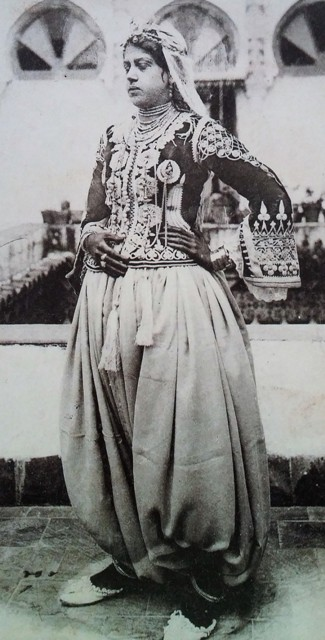
Modèle proche du karakou moderne